# Kaby Lake
Kaby Lake je kódové označení pro sedmou generaci mikroarchitektur společnosti Intel, která byla oznámena 30. srpna 2016. Stejně jako předchozí mikroarchitektura Skylake využívá 14nanometrový výrobní proces. Je generací, která končí několikaletý model tick-tock, kde se v jednotlivých generacích střídal nový výrobní proces, tedy zmenšování desek a jejich tranzistorů, a nová architektura. Tento model byl nahrazen novým modelem proces-architektura-optimalizace, kde je po vytvoření nové architektury tato nová architektura optimalizována; Kaby Lake je právě touto optimalizací. Kaby Lake byl nejdříve dodáván výrobcům elektroniky v druhém čtvrtletí roku 2016. Oficiální prodej procesorů pro stolní počítače byl zahájen v lednu 2017.
Kaby Lake je první generací procesorů od Intelu, která postrádá oficiální podporu Microsoftu pro verze Windows starší, než je Windows 10.

## Změny oproti architektuře Skylake
Obě architektury mají stejná jádra a stejný výkon na jeden MHz taktu. Základní takt však byl zvýšen, u některých modelů až o 300 MHz. Také změny taktu (např. při přechodu z klidového stavu do zátěže) jsou rychlejší. Pro Kaby Lake byly vyvinuty nové čipsety série 200 (se sérií čipsetů 100 jsou kompatibilní po aktualizaci BIOSu). Také nabízí podporu technologie Optane společnosti Intel, která umožňuje ukládání dat na pevném disku do rychlejší mezipaměti.
Nejvýraznější změny nastaly u grafického jádra, kde je nyní plná hardwarová podpora HEVC/VP9 dekódování, včetně 4K videí při snímkové frekvenci 60 fps. Také kódování těchto standardů je nyní implementováno hardwarově. Vybrané procesory získaly také vyšší takt grafického jádra.
Kaby Lake je také první architekturou typu Core umožňující hyper-threading u procesorů s označením Pentium a přetaktovávání některých čipů s označením i3.